# هیرتن
هیرتن (به آلمانی: Hirten) یک شهر در آلمان است که در ماین-کبلنتس واقع شده‌است. هیرتن ۲۷۰ نفر جمعیت دارد.